# Goniurellia spinifera
Goniurellia spinifera är en tvåvingeart som beskrevs av Amnon Freidberg 1980. Goniurellia spinifera ingår i släktet Goniurellia och familjen borrflugor. Inga underarter finns listade i Catalogue of Life.